# Ryō Miyake
Ryō Miyake (jap. 三宅 諒, Miyake Ryō; * 24. Dezember 1990 in Ichikawa) ist ein japanischer Florettfechter.

## Erfolge
Ryō Miyake erfocht vor allem mit der Mannschaft internationale Erfolge. Bei Asienmeisterschaften gewann er 2019 in Tokio mit ihr den Titel sowie jeweils dreimal die Silber- bzw. Bronzemedaille. Im Einzel erreichte er zweimal den Bronze- und einmal den Silberrang. 2010 belegte er in Paris mit der Mannschaft den Bronzerang bei den Weltmeisterschaften, 2014 gewann er bei den Asienspielen in Incheon mit der Mannschaft die Goldmedaille. Bei den Olympischen Spielen 2012 in London erreichte er den 20. Rang im Einzel, mit der Mannschaft schloss er den Wettbewerb auf dem zweiten Rang ab. Nach Siegen über China und Deutschland unterlag die japanische Equipe Italien mit 39:45.